# Brzdící procenta
Brzdící procenta jsou technická veličina používaná v kolejové dopravě. Udávají poměr brzdící váhy a celkové hmotnosti vlaku a slouží ke snadnému stanovení skutečné brzdicí schopnosti vlaku. Pro každý traťový úsek jsou na základě stanovené zábrzdné vzdálenosti, rozhodného spádu a způsobu brzdění pro různé maximální rychlosti určena minimální potřebná brzdící procenta, která zaručí, že brzdná dráha vlaku nepřekročí zábrzdnou vzdálenost.
Z poměru skutečné brzdící váhy a skutečné hmotnosti vlaku se pro daný vlak vypočtou skutečná brzdící procenta a na základě jejich porovnání s požadovanými se stanoví maximální rychlost vlaku.
Pro pravidelné vlaky jsou uvedeny maximální rychlosti a minimální brzdící procenta ve služebních pomůckách (v sešitovém resp. tabelárním jízdním řádu). Pokud dojde na vlaku k poruše brzdy u některého z vozidel a je nutné na tomto vozidle brzdu vypnout, je nutné přepočítat brzdící procenta a zjistit, zda ještě vyhovují pro stanovenou maximální rychlost, anebo stanovit rychlost nižší (například podle tabulky pro jiný, pomalejší vlak, pro který takto dosažená brzdící procenta vyhovují). 
Pro případ uvíznutí na trati musí každý vlak obsahovat dostatečné množství vozů vybavených funkční ruční brzdou. Předpisy stanovují pro každý traťový úsek na základě rozhodného spádu v tomto úseku minimální brzdící procenta k zajištění stojícího vlaku. Pokud taková mimořádná situace nastane, je nutné utáhnout takové množství ručních brzd, aby byla předepsaná brzdící procenta dosažena.

## Historie
Pojem brzdící procenta byl zaveden v roce 1893 Provozním řádem hlavních tratí Německa (orig. Betriebsordnung für die Haupteisenbahnen Deutschlands). Tehdy byl pojem brzdící procenta definován jako poměr počtu brzděných náprav k celkovému počtu náprav vlaku, tedy bez vztahu ke hmotnosti a brzdící váze vlaku.
V roce 1936 byla provedena měření charakteristických průběhů brzdného zpomalení se soupravou 15 osobních vozů, tedy tehdy nejdelší a nejtěžší soupravou používanou v běžném provozu. Účinek brzd této soupravy byl vzat jako základ 100 % brzdicích. Na základě výsledků těchto měření vydala Mezinárodní železniční unie vyhlášku 541-1, podle které se provádí výpočet brzdy. Podle vzoru Newtonova zákona síly
{\displaystyle {\mbox{zrychlení}}\ ={\frac {\mbox{síla}}{\mbox{hmotnost}}}}
se definuje brzdící procento a brzdící váha:
{\displaystyle {\mbox{brzdicí procento}}={\frac {\mbox{brzdicí váha (t)}}{\mbox{hmotnost soupravy (t)}}}\cdot 100}
Pro zachování bezrozměrnosti hodnoty brzdících procent je veličina „brzdicí váha“ uváděna v tunách, ačkoliv z fyzikálního hlediska se o hmotnost ani o váhu (tíhu) nejedná.